# Char siu
Char siu, también conocido como cerdo asado chino, barbacoa china de cerdo, BBQ porki, cha siu, y char siew, es una barbacoa de carne de cerdo al estilo cantonés. Generalmente se corta en largas tiras del lomo del cerdo. La característica del char siu es que está cubierto de ingredientes que han cambiado el color de la carne a un rojo oscuro, u ocasionalmente quemado, mientras se cocina. Los ingredientes empleados en el char siu incluyen generalmente azúcar o miel, polvo de cinco-especias, colorante alimenticio rojo, salsa soja, y jerez o vino de arroz.

## Servir
El Char siu puede servirse sin acopañamiento, pero a veces es un ingrediente importante de otros platos, como del Cha siu baau. El arroz char siew donde es servido con arroz. Es muy común servir con otros ingredientes asados tales como pollo con salsa de soja (油雞) y jamón cocido (切雞) (como 叉雞飯, cha gai fan, o cerdo a la barbacoa y pollo con arroz), Huevo de pato en salazón (鹹蛋), el cerdo asado con pato asado. En lugar del arroz puede servirse con fideos, tales como lai fun (瀨粉), Shahe fen (河粉), wonton. En algunas localidades tales como en Singapur es muy común combinarlo con otros platos tales como el pollo al arroz hainanese.

## Chāshū japonés
Aunque pronunciado similar al chino, la versión japonesa del "chāshū" no se asa, sino que se cuece previo sellado. Para la preparación, no se utiliza el azúcar rojo sino que se adoba en salsa de soja y azúcar (teriyaki). El producto es más suave que la variante china, y es tan popular que se usa en ramen japonés.